# Saint Paul (Minnesota)
Saint Paul és la capital de l'estat de Minnesota, als Estats Units. Segons el cens de l'any 2000 tenia 287.151 habitants, i era la segona ciutat més poblada de Minnesota. Saint Paul limita amb Minneapolis. Entre els anys 1849 i 1858 va ser la capital del Territori de Minnesota.

## Personatges il·lustres
- Francis Scott Fitzgerald, escriptor
- Josh Hartnett, actor
- Manuel Lagos, futbolista.
- Melvin Calvin (1911-1997) químic, Premi Nobel de Química de 1961.